# Fiat 640
Der Fiat 640 ist ein mittelschwerer Lkw für den vielfältigen Einsatz, hergestellt vom italienischen Hersteller Fiat V.I. ab 1948.

## Entwicklungsgeschichte
Der Fiat 640 wurde nach dem Zweiten Weltkrieg vorgestellt und sollte den alten Fiat 626 ersetzen, während der Fiat 642 noch im Entwicklungsstadium war. Im Wesentlichen war er eine überarbeitete und modernisierte Version des Fiat 626.
Der Fiat 640 N hat das gleiche Fahrgestell wie sein Vorgänger, jedoch verbunden mit dem neuen 6-Liter-Fiat-364-Motor. Das Fahrerhaus wurde gegenüber dem Vorkriegsmodell leicht modifiziert. Der 640 galt als robust und zuverlässig, was ihn zu einem beliebten Lkw seiner Klasse machte. Er blieb 4 Jahre lang in Produktion.
Der Fiat 640N war in einer einzigen Version erhältlich, bis er 1951 durch den Fiat 642 ersetzt wurde. 
Ab 1955 wurden zahlreiche Fiat 640N recycelt und mit Müllcontainern für die Hausmüllsammeldienste der Städte Florenz und Rom sowie einer dritten Achse ausgestattet.

### Busaufbau
Von 1950 bis 1953 stellte Fiat einen Bus mit 32 Sitzplätzen auf Basis des Tiefladers mit 640er-Rahmen her, den Fiat 640 RN. Wie sein Vorgänger „626 RNL“ hatte er einen auf 415 cm vergrößerten Radstand und eine Bodenfreiheit von 23 cm. Das Fahrgestell wurde verlängert und hinten durch zwei Querträger versteift sowie von den beiden Anhängerkupplungen „befreit“. Rechts von der Hinterachse waren die Längsträger gebogen, um den Busboden so weit wie möglich abzusenken. Die Hinterradaufhängung hatte anstelle von Ausgleichsfedern hydraulische Stoßdämpfer, die mit denen an der Vorderradaufhängung identisch waren. Die von Fiat entworfene und von Aeronautica d'Italia und Viberti gebaute Karosserie zeigte eine aerodynamische Linienführung. Der Zugang erfolgte durch zwei Türen. Dieses Modell wird eines der letzten in einer langen Reihe von Fiat-Bussen sein, die ein vom Lkw abgeleitetes Fahrgestell verwenden. Ab 1955, mit der Einführung des Fiat 306, entwickelte Fiat spezielle Fahrgestelle für Busse und platzierte den Motor flach in deren Mitte.
Wie damals üblich, lieferte Fiat auch die motorisierten Fahrgestelle an spezialisierte Karosseriebauer zum Aufbau spezifischer Reise- und Omnibusse. Der Fiat 640 RN wurde 1952 durch den Fiat 642RN ersetzt.